# Гнев титана
Гнев титана (енгл. Wrath of the Titans) је амерички акционо-фантастични филм из 2012. године режисера Џонатана Либесмана, са Семом Вортингтоном, Розамунд Пајк, Тобијем Кебелом, Лијамом Нисоном, Рејфом Фајнсом и Едгаром Рамирезом у главним улогама. Представља директан наставак филма Борба титана из 2010. године, који и сам представља римејк истоименог филма из 1981. године. Радња је смештена 10 година након првог филма, и наставља причу о грчком митолошком полубогу, Персеју, који овога пута одлази у подземни свет како би свог оца, Зевса, спасао из заробљеништва.
Преговори око наставка Борбе титана, отпочети су одмах након што је филм пуштен у дистрибуцију, тачније током марта 2010. године. Сценаристи Ден Мазо и Дејвид Лесли Џонсон-Макголдрик ангажовани су током јуна 2010., док је режисер Џонатан Либесман уведен у пројекат током августа исте године. Снимање филма отпочето је у Лондону 23. марта 2011. године, и обављено је на разним локацијама, као што су: грофовија Сари, Велс, острво Тенерифе и Национални парк Torres del Paine који се налази у чилеанској Патагонији.
Филм је као и његов претходник током процеса постпродукције претворен у 3Д формат. Гнев титана је премијерно објављен у 2Д и 3Д формату 30. марта 2012. године у бископима САД-а.
Реакције публике и критичара билe су углавном негативне, с тим што су многобројни критичари похвалили изванредне специјалне ефекте који су према речима многих благо побољшање у односу на претходни филм, док су негативне критике углавном биле упућене ка глуми и лошем заплету.
Али и упркос томе успео је да заради око 302 милиона $, што је дупло више од цифре коју је износио продукцијски буџет. Наставак под насловом Освета титана планиран је за 2013. годину, али је отказан због критичарског неуспеха прва два филма и недостатка идеја за сценарио.

## Радња
Десет година након што је херојски поразио чудовишног Кракена, Зевсов син, полубог Персеј покушава да води миран живот као сеоски рибар и једини родитељ свог десетогодишњег сина Хелеја. Оно што Персеј не зна јесте да је почела борба за превласт између богова која прети да угрози његов идилични живот. Опасно ослабљени због недостатка људске посвећености, богови губе контролу над затвореним титанима и њиховим разбеснелим вођом, Хроносом, оцем Зевсове браће, Хада и Посејдона који већ дуго владају. Тријумвират је збацио њиховог оца са престола пре много година, остављајући га да труне у мрачном амбису Тартара, тамници која лежи дубоко унутар подземног света.
Персеј више не може да игнорише свој прави позив када Хад, заједно са Зевсовим сином Аресом, промени страну и склопи договор са Хроносом о Зевсовом заробљавању. Снага титана полако почиње да расте док Зевсове преостале божје моћи слабе, и пакао влада земљом. Тражећи помоћ од храбре ратнице, краљице Андромеде, Посејдоновог сина полубога Агенора, и палог бога Хефеста, Персеј креће у подмуклу потрагу у подземни свет како би спасио свога оца, Зевса, збацио титане и поново спасио човечанство.

## Улоге
| Глумац            | Улога           |
| ----------------- | --------------- |
| Сем Вортингтон    | Персеј          |
| Розамунд Пајк     | Андромеда       |
| Тоби Кебел        | Агенор          |
| Лијам Нисон       | Зевс            |
| Рејф Фајнс        | Хад             |
| Едгар Рамирез     | Арес            |
| Бил Нај           | Хефест          |
| Дени Хјустон      | Посејдон        |
| Лили Џејмс        | Корина          |
| Мет Милн          | војник          |
| Алехандро Наранхо | генерал Мантиус |
| Џон Бел           | Хелиус/Хелеј    |
| Спенсер Вајлдинг  | Минотаур        |
| Мартин Бејфилд    | Киклоп          |